# Big Run
Big Run (ビッグラン Biggu Ran?) es un videojuego de carreras del género rally arcade lanzado por Jaleco en 1989. Renderizado en 3D, el juego es el primero en estar ambientado en el París-Dakar Rally raid en el que el jugador conduce un Porsche 959, parecido al del ganador del 1986. Los oponentes en el juego se parecen a los Peugeot 205 T16, que ganaron en el rally París-Dakar de 1987, y los Mitsubishi Pajero también aparecen ocasionalmente.
Hay dos juegos en la serie: Big Run - The Supreme 4WD Challenge - 11e Rallye (1989) y Big Run - The Supreme 4WD Challenge - 13e Rallye (1991, Super Famicom)
Big Run también fue portado a Amiga y Atari ST.
En septiembre de 2024, el juego fue reelanzado por primera vez en Nintendo Switch Online.

## Jugabilidad
La carrera avanza en línea recta sin ningún efecto de 360° para simular que la carretera gira en una dirección diferente. La mayoría de los giros tienen un ángulo de 30°, lo que obliga al jugador a girar bruscamente hacia la izquierda o hacia la derecha. Al final del juego, hay un mensaje que dice "Aquellos que han probado las aguas de África siempre soñaron estar aquí" junto con algunos ritmos sintetizados. Este mensaje se reproducirá justo después de la pantalla de "juego terminado", sin importar si el jugador gana o pierde el juego.
El objetivo del juego es viajar desde el paisaje cosmopolita de Trípoli, Libia hasta las pantanos regiones de África occidental (incluido el objetivo de Dakar) en un carrera de rally. Golpear varios obstáculos ambientales u otros vehículos dañará el vehículo del jugador. Tomar demasiado daño resultará en problemas para los componentes del vehículo.
Hay muchos navegadores (una mujer, cinco hombres) que conocen todos los caminos de África (las señales se dan mediante empujones para girar a la izquierda o a la derecha). Además, hay muchos patrocinadores corporativos (con nombres que suenan similares a corporaciones de la vida real), mecánicos de automóviless y piezas de automóviles para elegir, ya que el jugador va por más de 2485,5 mi a través de terrenos complicados. Los desiertos, las junglas e incluso la oscuridad plantean desafíos para el jugador. El objetivo es terminar cada etapa del rally antes de que se acabe el tiempo (no lograr este objetivo resultará en una descalificación y un game over inmediato, como en el circuito de rally de la vida real). Los navegadores ayudan dirigiendo a los jugadores de manera segura a través de áreas oscuras en la carrera. Las piezas del motor deben ser reemplazadas por mecánicos aproximadamente cada 1553,4 mi. El equipo de carrera (llantas, motor, frenos) se debe empacar en el vehículo, creando un peso adicional que reduce la velocidad máxima del vehículo.
El objetivo es tener tantas piezas de repuesto como sea posible y mantener el vehículo lo más ligero posible. Las emergencias no cuestan dinero, pero harán que el jugador pierda tiempo en el reloj mientras espera que aparezca el camión de reparación. Al no tener piezas, el vehículo finalmente se detendrá en el rally, consumiendo el tiempo limitado del jugador.

## Recepción
En Japón, Game Machine incluyó a Big Run en su edición del 15 de noviembre de 1989 como el segundo juego de arcade vertical de mayor éxito del mes. Se convirtió en el cuarto juego arcade de 1990 dedicado con mayor recaudación de Japón, por debajo de Super Monaco GP, Winning Run Suzuka GP y Special Criminal Investigation. En América del Norte, fue el nuevo videojuego más taquillero en las listas de arcade "RePlay" en enero de 1990.
Commodore User revisó el juego de arcade y le otorgó una puntuación del 85%.